# Gilbert Shea
Gilbert (Gil) Shea , né le 5 octobre 1928 et mort le 23 décembre 2020, est un ancien joueur de tennis américain.

## Palmarès
- Open d'Australie : quart de finale en 1956[2]
- Tournoi de Wimbledon : huitième de finale en 1954 et 1955
- US Open : huitième de finale en 1956